# Megaderma spasma
O Falso-vampiro-pequeno (Megaderma spasma) é uma espécie de morcego da família Megadermatidae. Pode ser encontrada no sudeste asiático com uma população isolada no sul da península indiana e Sri Lanka.

## Descrição
O Falso-vampiro-pqueno tem uma envergadura de até 30 centímetros (12 pol) e tem um comprimento de cabeça e corpo de cerca de 10 centímetros (3,9 pol). Seus antebraços têm normalmente cerca de 7 centímetros (2,8 pol).
Ele tem veias amareladas na asa e, quando as asas estão abertas com luz atrás, elas recebem uma coloração amarela/laranja proeminente. A cor do corpo varia de marrom-acinzentado a marrom-azulado. Os morcegos-vampiros-falso-menores vivem em fendas de rochas , cavernas, folhagens e árvores ocas, dependendo da disponibilidade, bem como pendurados e dormindo em árvores em geral.
M. spasma tem pelo cinza claro a marrom acinzentado.  Sua folha nasal tem um lobo dorsal longo com crista central rígida e abas largas e convexas nas laterais. Suas orelhas são muito grandes, unidas na base e não tem cauda visível. Seus pulsos de ecolocalização são curtos, de baixa densidade e banda larga e suas orelhas grandes são sensíveis aos ecos que retornam de seus pulsos e também sensíveis aos sons que a presa gera. M. spasma geralmente dorme em grupos em cavernas, fossos, edifícios e árvores ocas. M. spasma favorece gafanhotos e mariposas mas às vezes comem pequenos vertebrados, incluindo outros morcegos.Eles têm olhos bem desenvolvidos e voltados para a frente e podem localizar a presa visualmente. 